# Schraderanthus viscosus
Schraderanthus viscosus ist eine Pflanzenart in der Familie der Nachtschattengewächse (Solanaceae). Sie wurde ursprünglich 1832 als Saracha viscosa beschrieben, in der folgenden Zeit jedoch einer Vielzahl anderer Gattungen innerhalb der Nachtschattengewächse zugeordnet. Da auch diese Zuordnungen nur schwer mit jeweiligen Gattungskonzepten vereinbar waren, wurde die Art 2009 in eine eigene Gattung Schraderanthus verschoben.

## Beschreibung
Schraderanthus viscosus ist eine 1,0 bis 2,5 m hohe, aufrecht wachsende, krautige oder leicht verholzende Pflanze. Sie ist klebrig-drüsig behaart. Die Blütenstände bestehen aus sechs bis acht (selten bis zehn) Blüten, die als Büscheln in den Blattachseln stehen. Die Krone misst etwa 4 cm im Durchmesser, ist radförmig, fünflappig und besitzt im Kronschlund eine grünliche Zeichnung. Die Staubbeutel sind zunächst bläulich, sind in getrockneten Exemplaren jedoch gelb-grün. Die Staubfäden setzen an der Basis der Krone an. Der Kelch ist schon zur Blütezeit stark vergrößert und ragt über die Krone hinaus. Er ist auf etwa 3/4 der Länge eingeschnitten. Die so entstehenden Kelchlappen sind zugespitzt.
Die Frucht ist eine leuchtend rote bis orange-rote Beere. Sie enthält etwa 50 bis 75 nierenförmige, braun gefärbte Samen, die etwa 2 mm lang sind. Die Samenoberfläche ist runzelig-netzartig. An der Frucht vergrößert sich der Kelch und wird breit glockenförmig und tief gelappt. Zunächst umschließt er die Beere, ist zur Reife jedoch zurückgebogen.

## Vorkommen
Die Art kommt in den mexikanischen Bundesstaaten Chiapas, Oaxaca und Veracruz, sowie in Guatemala vor.

## Botanische Geschichte
Die Art wurde 1832 von Heinrich Adolf Schrader als  Saracha viscosa erstbeschrieben. Das Konzept der Gattung Saracha war zu dieser Zeit relativ breit und umfasste eine Vielzahl von krautigen Pflanzen, die in Mexiko, Mittel- und Südamerika verbreitet sind. Viele der Arten wurden später jedoch unter anderem der Gattung Jaltomata zugeordnet, die Gattung Saracha enthält nach dem aktuellen Konzept nur noch zwei Arten. 1976 wurde die Art ebenfalls als Jaltomata viscosa von William D’Arcy und Tilton Davis  in die Gattung Jaltomata verschoben, sie sahen die Platzierung jedoch auch als zweifelhaft an. Von Armando Hunziker wurde die Art 1991 zunächst in die Gattung Leucophysalis und 1995 in die Gattung Chamaesaracha verschoben. In dem kurz vor seinem Tod fertiggestellten Werk „Genera Solanacerum“ platziert Hunziker die Art jedoch wieder bei den Leucophysalis.
Andere Gattungen, zu denen die Art zeitweise gezählt wurden, sind Physalis, Witheringia und Athenaea, jedoch unterscheidet sich die Art auch von den Vertretern dieser Gattungen in wesentlichen Merkmalen des Blütenaufbaus. Aufgrund dieser Eigenständigkeit beschrieb John Earl Averett 2009 eine monotypische Gattung Schraderanthus, der Name der Gattung ehrt den Erstbeschreiber der Art, Heinrich Adolf Schrader (1767–1836).

## Phylogenetik
Eine phylogenetische Untersuchung der Familie der Nachtschattengewächse, die 40 % der bekannten Arten umfasst und fossile Belege zur Datierung einzelner Verzweigungen der Kladen nutzt, platziert die Art als benachbart zu den Gattungen Brachistus und Witheringia. Alle drei Gattungen sind wiederum benachbart zur Gattung Tzeltalia. Den Ergebnissen der Untersuchung zufolge erfolgte die Trennung zwischen Tzeltalia und den restlichen drei Gattungen vor zirka 5,54 Mio. Jahren, die Trennung zwischen Schraderanthus und der Klade aus Brachistus und Witheringia vor etwa 3,72 Mio. Jahren.

## Nachweise

### Hauptquellen
- John Earl Averett: Schraderanthus, a new Genus of Solanaceae (PDF; 45 kB). In: Phytologia, Band 91, Nummer 1, April 2009. S. 54–61.